# 法尔加
法尔加（法語：Falga，法語發音：[falɡa]）是法国上加龙省的一个市镇，属于图卢兹区。

## 地理
法尔加（43°28'48"N, 1°51'13"E）面积5.38 平方千米，位于法国奧克西塔尼大區上加龙省，该省份为法国西南部内陆省份，西南端与西班牙接壤，自此顺时针与上比利牛斯省、热尔省、塔恩-加龙省、塔恩省、奥德省和阿列日省接壤。
与法尔加接壤的市镇（或旧市镇、城区）包括：旺迪内勒河畔欧里亚克、圣费利克斯洛拉盖、沃村。
法尔加的时区为UTC+01:00、UTC+02:00（夏令时）。

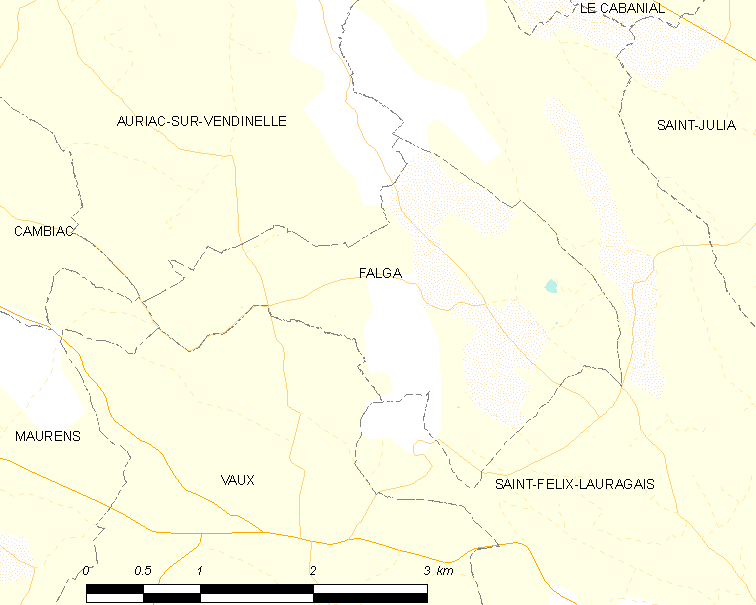
法尔加的OSM定位图

## 行政
法尔加的邮政编码为31540，INSEE市镇编码为31180。

## 政治
法尔加所属的省级选区为勒韦勒县。

## 人口

1962-2008年间法尔加人口变化图示

法尔加于2022年1月1日时的人口数量为148人。